# Орден Сонця (Афганістан)
Ордер Сонця (Афганістан) — вища державна нагорода Королівства Афганістану.

## Історія
Орден Сонця, як вища державна нагорода, був заснований в 1920 році королем Афганістану Аманулла-ханом. Спочатку орден вручався виключно за військові заслуги, проте вищий ступінь ордена — орденський ланцюг, вручалася главам і монархам іноземних держав.
У 1973 році орден був скасований.
Орден мав 4 ступені:
- Комір зі знаком і зіркою
- Знак ордену на широкій чрезплечній стрічці і зірка
- Знак ордену на шийній стрічці і зірка
- Знак ордену на нагрудній стрічці

Також була медаль ордена «За заслуги».

## Опис ордена
Знак ордена являє собою срібний лавровий вінок, внизу перев'язаний бантом, навколишнє золоте зображення головного убору еміра з прикріпленою срібною зіркою у вигляді сонця.
Знак вищої міри прикріплений до орденського ланцюга, що складається з ланок у вигляді зменшеної зірки ордена.
Зірка ордена 1 класу срібна багатопроменева і багатоступенева. 16-променева зірка з прямими променями накладена на 16-променеву зірку з більш вузькими прямими променями, яка в свою чергу спирається на 32-променеву зірку з округлими промінчиками. У центрі зірки золотий медальйон з гербом держави.
Знак ордена 1 класу кріпився до банту черезплічної стрічки темно-синього кольору з червоною смугою посередині.
Зірка ордена другого класу являла собою восьмикінечну позолочену зірку з центральним медальйоном у вигляді державного герба.